# 육혈포강도
《육혈포강도》(六穴砲強盜)는 1912년 혁신단의 제2회 공연 레퍼토리로 무대에 올려졌던 1910년대의 대표적인 탐정 신파극이다.
혁신단 대표 임성구의 작으로 알려지기도 했으나 이 작품도 실은 1908년 8월 일본 신파극단이 경성의 가부키좌(歌舞伎座)와 경성좌(京城座)에서 공연한 바 있는 《피스톨 강도 시미즈(淸水定吉)》를 임성구가 번안한 것이다. 1910년대 탐정극의 주제인 권선징악을 바탕으로 한 임무수행과 개과천선을 잘 표현해 주고 있다.

## 줄거리
어느날 대낮에 권총을 든 강도가 민가에 침입하여 많은 물품을 탈취해 간다. 그런데 그 권총강도는 변장술이 뛰어나고 신출귀몰하여 관내 서(署)의 노련한 형사들도 잡지 못한다. 그리하여 주민들은 공포에 사로잡힌다. 그러던 차에 정의감과 책임감이 강한 신입 순사가 목숨을 내걸고 강도 체포에 나서겠다고 경부에게 간청한다. 경부로부터는 물론 형사들의 조소를 받으면서 신입 순사는 침식을 잊을 정도로 전국 방방곡곡을 누비면서 권총강도를 찾아 다닌다. 그러다가 한 번은 권총강도를 만나 잡으려 했으나 역부족으로 한 손에 총상만 입고 놓친다. 그러나 어느 달 밝은 밤 다리 밑에 숨어 지키던 신입 순사는 장님으로 변장한 강도를 올가미로 묶는다. 두 사람은 격투를 벌이게 되고 신입 순사는 강도의 권총 두 발을 맞고 죽는다. 곧이어 달려온 형사들에게 강도는 잡히게 된다. 이처럼 신입순사는 주민의 공포의 대상이 되었던 권총강도를 잡아서 민폐를 덜고 순사의 책임을 다한다는 이야기이다.